# Meczet Sidi Ukby
Meczet Sidi Ukby (arab. مسجد سيدي عقبة), Wielki Meczet – meczet w Kairuanie, w Tunezji, jedno z najstarszych miejsc kultu w świecie islamskim.

## Historia
Pierwszy meczet został zbudowany w 670 roku, krótko po przybyciu muzułmanów do Afryki Północnej. Jego twórcą był Ukba ibn Nafi, założyciel Kairuanu. Pierwsza świątynia została jednak zniszczona i w 863 roku został ufundowany przez emira Abu Ibrahima Ahmada drugi na jego miejsce. Meczet stał się najważniejszym meczetem w Afryce Północnej; siedem pielgrzymek do Kairuanu rekompensuje jedną obowiązkową dla każdego muzułmanina pielgrzymkę do Mekki.

## Opis meczetu
Meczet z zewnątrz ma wygląd typowy dla stylu obowiązującego w okresie panowania dynastii Aghlabidów; wielki minaret i meczet robi znacznie większe wrażenie po wejściu do środka. Muzułmanie mogą wejść do meczetu dziewięcioma bramami, innowiercy tylko jedną bramą główną od strony ulicy Ukba ibn Nafi. Dziedziniec jest wyłożony płytami nachylonymi w stronę ozdobnego otworu w centralnej części, gdzie znajduje się cysterna z IX wieku zbierająca wodę deszczową obmywającą posadzkę. Dziedziniec otacza ok. 400 kolumn zwieńczonych łukowymi portykami. Kolumny zostały sprowadzone z różnych budowli rzymskich, bizantyjskich i chrześcijańskich. Na kolumnach nadal widoczne są religijne symbole. Po północnej części dziedzińca znajduje się, wznoszący się na 35 metrów, trzypoziomowy kwadratowy minaret. Pierwszy poziom pochodzi z 728 roku; w jego murach wmurowane są dwie rzymskie tablice z łacińskimi inskrypcjami. Do sali modlitewnej, zwieńczonej wielką kopułą wchodzi się przez rzeźbione drewniane drzwi z 1829 roku. Sala modlitewna złożona jest z siedemnastu naw podtrzymywanych przez 414 starożytnych kolumn marmurowych i porfirowych sprowadzonych z Kartaginy i Susy. Sala jest oświetlona żyrandolami, a na posadzce rozścielone są dywany. Główny korytarz prowadzi do kaflowej niszy modlitewnej z IX wieku. Płytki z niszy, jak i drzewo, z którego zbudowany został minbar, pochodzą z Bagdadu. Wewnątrz świątyni znajdują się również groby lokalnych świętych.
Meczet wraz z dziedzińcem ma powierzchnię około 9 tys. metrów kwadratowych, a obwód jego murów wynosi 405 metrów.

## Galeria

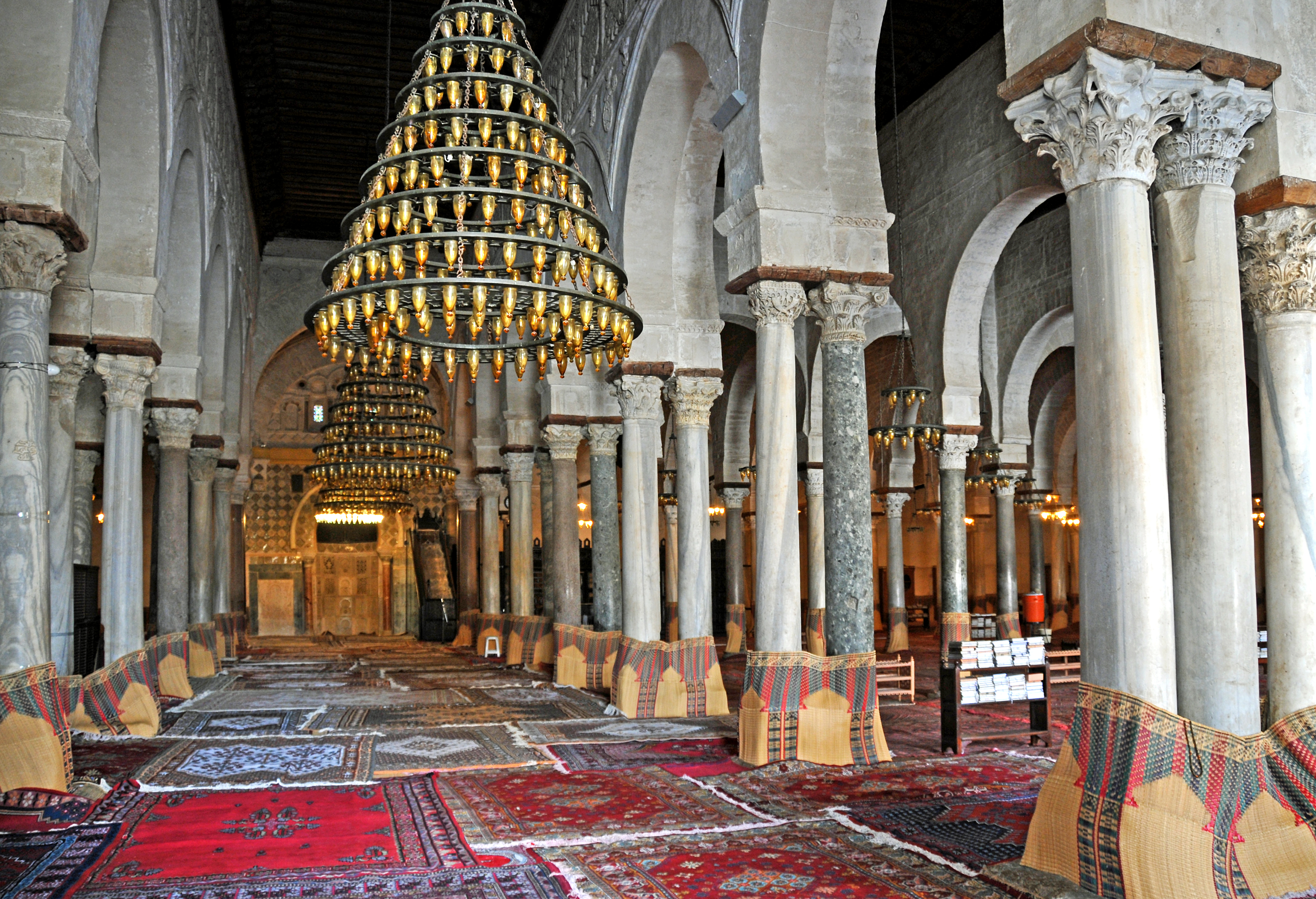
Sala modlitw
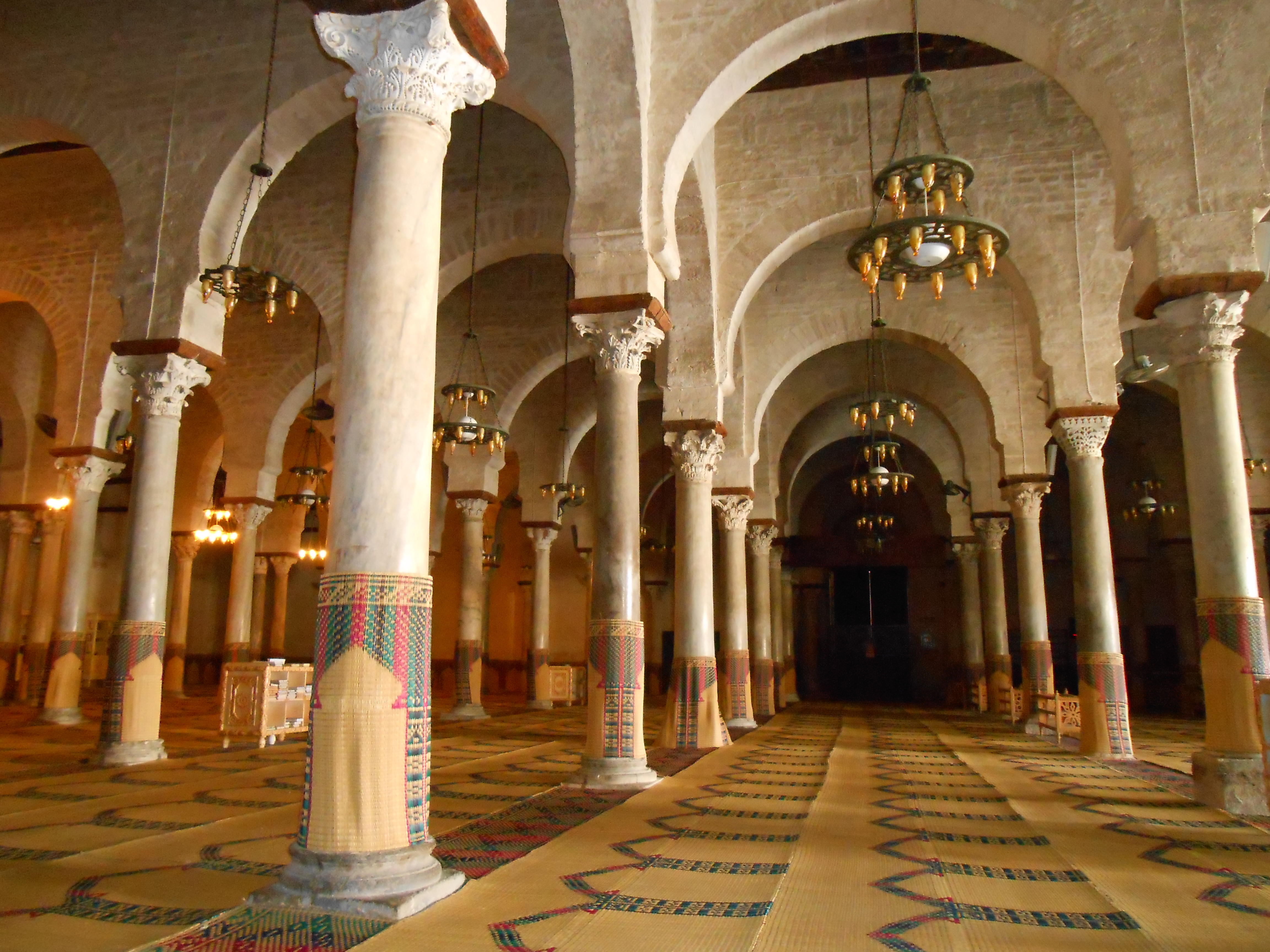
Kolumny w sali modlitw
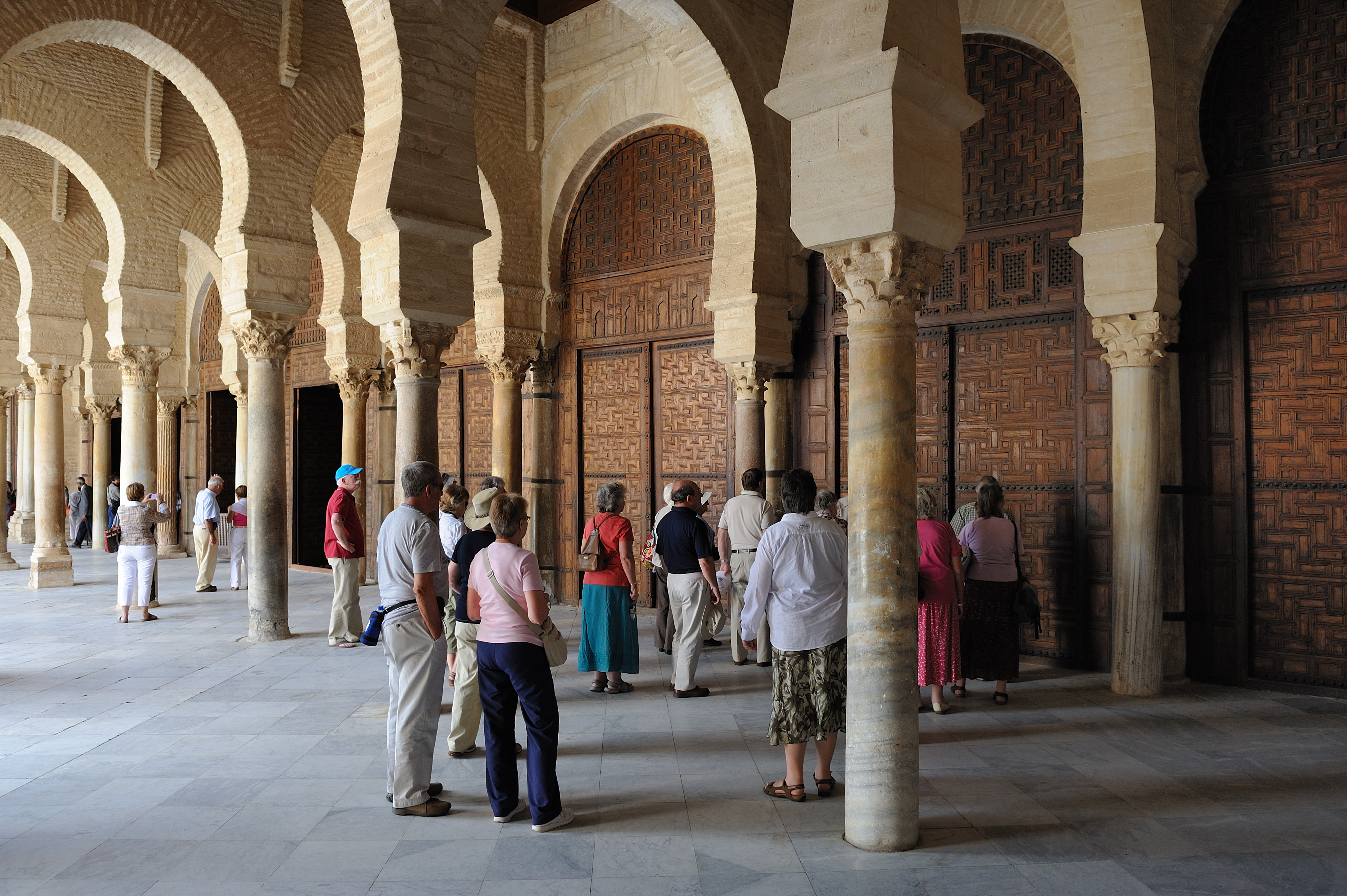
Dziedziniec przed wejściem do sali modlitw
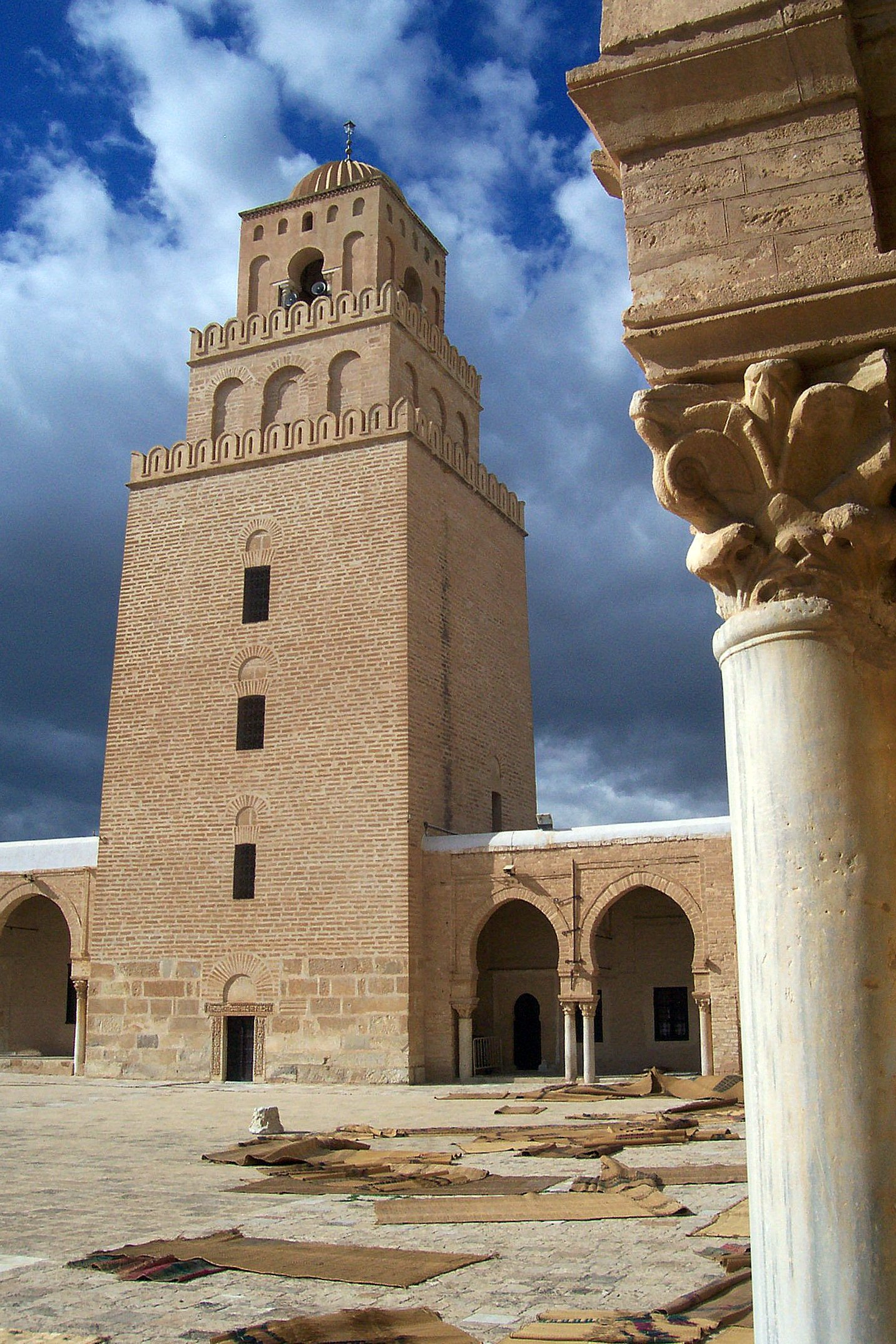
Minaret